# Krátki návuk krsztsansztva
Krátki návuk krsztsansztva (Kratki nauk krščanstva) je veroučni učbenik v prekmurskem jeziku iz 1837. Avtor je Janoš Kardoš. Knjiga se je objavila v istem letu s Kardoševim katekizmom D. Luther Martina máli kátekismus. Tiskar Károly Trattner je izdal obe knjigi v Pešti. Krátki návuk krsztsansztva ima le eno izdajo, kljub temu je pomembno delo prekmurske književnosti v 19. stoletju, ker je prispevalo k preporodu prekmurskega evangeličanskega šolstva.
Učbenik vsebuje veliko odlomkov iz Svetega pisma, ki jih je Kardoš uporabil v svojem prevodu Stare zaveze Moses i Josua, ki je bil izdan 1929.
Predgovor

Závezka pri sz. krszti vcsinyenoga obszebno i ocsiveszno potrdjenye, ino deczé odrasene i rázumnêse k-velikomi czíli etomi dosztojno naprêpriprávlanye, je tak znamenite vrêdnoszti vu kríli czérkvi evangelicsanszke, da sze zvön krívicze li podvr'zek krsztsanszki imenüvati more on, kí brezi návuka czílavnoga k-sz. sztoli zvelicsitela szvêta prisztáplati, i vsze plemenitêse zvrsávanye vu popolnoszti, visnêsoj okorno zamüdjávati, i vu kmici neznanoszti, odícsenoj násztavi zvelicsanya tak protívne i odűrne, tá 'ziveti, za dugoványe maleznamenitoszti dr'zí. Grünt vere evangelicsanszke je, pôleg ocsiveszne rêcsi nyé bo'zanszkoga nasztavitela (Mát. 5,48.) popolnoszt dühovna, ali szi bojdi, i právi odraszek vu szpoznanyi ino jakoszti právoj; i li on sztojí na pecsíni gvüsnoszti; li on noszi dosztojno szkrb na szrecso i blá'zensztvo szvoje, kí na neporüseni grünt ete czimpra. …

Na Hodosi 27-ga dnéva Riszálscseka v-1837-tom leti. Kardos János Evang. Dühovnik.

## Zapisek
1. ↑  27. maja